# Hrabstwo Rogers
Rogers – hrabstwo w stanie Oklahoma w USA. Populacja liczy 87 706 mieszkańców (stan według spisu z 2011 roku)

## Miasta
- Catoosa
- Claremore
- Chelsea
- Foyil
- Inola
- Oologah
- Owasso
- Talala
- Valley Park
- Verdigris

## CDP
- Bushyhead
- Gregory
- Justice
- Limestone
- Sequoyah
- Tiawah